# Seznam prezidentů Ruska

Vlajka ruského prezidenta
Poměr stran: 1:1

Toto je seznam prezidentů Ruské federace, kteří složili přísahu do úřadu prezidenta po přijetí a ratifikaci Ústavy Ruské federace, jež vstoupila v platnost 25. prosince 1993.

## Stručná historie
12. června 1991 byl Boris Jelcin zvolen ve všeobecných volbách 57 % hlasů za prezidenta Ruské sovětské federativní socialistické republiky, a stal se tak prvním prezidentem (nejvyšším politickým představitelem) zvoleným lidem. Série hospodářských a politických krizí, které zemi postihly v 90. letech způsobila, že jeho počáteční vysoká popularita nebyla obnovena. Jelcinova éra se vyznačovala formováním nového řádu, korupčními skandály, ekonomickým propadem a značnými sociálními problémy a napětím. Podle některých průzkumů jeho obliba v době, kdy odcházel z úřadu činila přibližně jen 2 %.
Druhý prezident Vladimir Putin se po dvě funkčních období v úřadu i následného výkonu premiérské funkce v první dekádě třetího milénia těšil vysoké podpoře Rusů. Za osm let ve funkci se ekonomika země vymanila z krize, hrubý domácí produkt vzrostl šestkrát (parita kupní síly činila 72 %), chudoba klesla více než o polovinu a průměrná měsíční mzda stoupla z 80 na 640 dolarů. Období jeho vlády také doprovázel nesouhlas domácích odpůrců, výtky zahraničních vlád a organizací zaměřujících se na základní lidská práva, které mu vytýkaly vzestup autoritářství, špatný způsob vedení vnitrozemských konfliktů v Dagestánu a Čečensku, politiku ve věci individuálních lidských práv a svobod a jeho provázanost s tzv. oligarchy, mocnými ruskými podnikateli, jež drželi v jednotlivých oblastech federálních okruhů i politickou moc. Dané výhrady byly Kremlem považovány za protiruskou propagandu vedenou odpůrci ze Západu a oligarchy, kteří přišli o moc.
14. listopadu 2005 byl 1. vicepremiérem vlády jmenován právník Dmitrij Medveděv, dřívější vedoucí prezidentské kanceláře a předseda představenstva ropného gigantu Gazprom. 10. prosince 2007 byl nejsilnější stranou Jednotné Rusko navržen za prezidentského kandidáta pro nadcházející ruské prezidentské volby 2008 a 17. prosince se jím oficiálně stal. Klíčovým krokem byla volba stávajícího prezidenta Putina, jenž mu dal přednost před dalším uvažovaným kandidátem, od května 2007 druhým 1. vicepremiérem a předchozím ministrem obrany Sergejem Ivanovem. 7. května 2008 proběhla inaugurace do úřadu, kritici hovoří o technokratickém charakteru výkonu Medveděvova prezidentství. Vladimir Putin se stal předsedou vlády.

## Seznam prezidentů
Legenda
| Č. | Osoba              | Obrázek                     | Ve funkci od                   | Ve funkci do                   | Politický subjekt                        | Období        |
| -- | ------------------ | --------------------------- | ------------------------------ | ------------------------------ | ---------------------------------------- | ------------- |
| 1. | Boris Jelcin       |                             | 10. července 1991 (inaugurace) | 9. srpna 1996                  | žádný (podporován Demokratickou stranou) | 1.            |
| 1. | Boris Jelcin       | 9. srpna 1996 (inaugurace)  | 5. listopadu 1996              | žádný                          | 2.                                       |               |
| —  | Viktor Černomyrdin |                             | 5. listopadu 1996              | 6. listopadu 1996              | 2.                                       | Náš dům Rusko |
| 1. | Boris Jelcin       |                             | 6. listopadu 1996              | 31. prosince 1999 (rezignoval) | 2.                                       | žádný         |
| —  | Vladimir Putin     |                             | 31. prosince 1999              | 7. května 2000                 | 2.                                       | žádný         |
| 2. | Vladimir Putin     | 7. května 2000 (inaugurace) | 7. května 2004                 | 3.                             |                                          | žádný         |
| 2. | Vladimir Putin     | 7. května 2004 (inaugurace) | 7. května 2008                 | 4.                             |                                          | žádný         |
| 3. | Dmitrij Medveděv   |                             | 7. května 2008 (inaugurace)    | 7. května 2012                 | žádný (podporován Jednotným Ruskem)      | 5.            |
| 4. | Vladimir Putin     |                             | 7. května 2012 (inaugurace)    | 7. května 2018                 | Jednotné Rusko                           | 6.            |
| 4. | Vladimir Putin     | 7. května 2018 (inaugurace) | úřadující                      | žádný                          | 7.                                       |               |